# Goretty
Goretti Pomé i Tarrés (La Pobla de Segur, 8 de juliol de 1968), anomenada artísticament Goretty, és una artista visual i poetessa catalana d'inspiració cristiana i professora. La seva pintura destaca pel treball de la textura i per la recerca constant de la substància primera i la naturalesa; elements que la connecten amb els seus orígens.

## Trajectòria
Va estudiar a Barcelona, a la facultat de Belles Arts de la UB, on l'etiquetaren d'abstracta pel seu ús atípic dels colors i de la singularitat de les textures que aconseguia. Goretty reconeix que l'etapa universitària li va servir per enriquir-se des del punt de vista tècnic. El canvi de poble a ciutat suposà un canvi radical, va deixar enrere un món de línies orgàniques, colors i formes diferents les unes de les altres (el paisatge de la Pobla de Segur) per entrar de ple a un món de línies rectes i monotonia com és la ciutat.
L'any 2000 impulsà la «Mostra d'art jove» del batxillerat artístic de l'escola de les Escolàpies de Barcelona, una activitat que brinda l'oportunitat als estudiants de penjar un quadre en una botiga de CorEixample. D'aquesta manera els alumnes tenen l'experiència d'exposar una obra i de tot el que comporta (gestió d'esdeveniments culturals, muntatge-desmuntatge, parlar amb el propietari del local, etc.).